# Patinatius bidentatus
Patinatius bidentatus är en mångfotingart som beskrevs av Kraus 1960. Patinatius bidentatus ingår i släktet Patinatius och familjen Odontopygidae.

## Underarter
Arten delas in i följande underarter:
- P. b. bidentatus
- P. b. simulator